# Belavšek
Belavšek – wieś w Słowenii, w gminie Videm. W 2018 roku liczyła 79 mieszkańców.